# Pedro de Cordoba
Pedro de Cordoba (parfois crédité Pedro de Cordova) est un acteur américain, né à New York le 28 septembre 1881, mort d'une crise cardiaque à Los Angeles — Quartier de Sunland — (Californie) le 16 septembre 1950.

## Biographie
Au théâtre, Pedro de Cordoba débute à Broadway en 1903, dans Hamlet de William Shakespeare (dont il jouera plusieurs autres pièces), aux côtés de Cecil B. DeMille. Toujours à Broadway (où il se produit jusqu'en 1935), il participe également à des pièces de Maurice Maeterlinck ou George Bernard Shaw, entre autres.
Au cinéma, Pedro de Cordoba interprète souvent des personnages de type hispanique (en particulier mexicain) — sa famille est originaire de France et de Cuba —, au long d'une carrière riche de 123 films américains, tournés entre 1915 et 1950 (ses trois derniers sortiront en 1951), avec notamment comme partenaires Errol Flynn ou Tyrone Power. Un de ses premiers rôles en 1915 est celui d’Escamillo, dans la version muette de Carmen réalisée par Cecil B. DeMille (pour lequel il tournera encore par la suite), avec Geraldine Farrar (rôle-titre) et Wallace Reid (Don José).

## Théâtre (à Broadway)
Pièces, sauf mention contraire
- 1903 : Hamlet de William Shakespeare, avec Cecil B. DeMille
- 1903 : The Proud Prince de Justin Huntley McCarthy
- 1905 : La Mégère apprivoisée (The Taming of the Shrew) de William Shakespeare
- 1909 : The Niger d'Edward Sheldon
- 1910 : La Nuit des rois ou Ce que vous voudrez (Twelfth Night, or What you will) de William Shakespeare, avec Ferdinand Gottschalk
- 1910 : Sœur Béatrice (Sister Beatrice) de Maurice Maeterlinck
- 1910 : Le Conte d'hiver (The Winter's Tale) de William Shakespeare, avec Ferdinand Gottschalk, Henry Kolker
- 1910 : Les Joyeuses Commères de Windsor (The Merry Wives of Windsor) de William Shakespeare, avec Ferdinand Gottschalk
- 1910-1911 : L'Oiseau bleu (The Blue Bird) de Maurice Maeterlinck, avec Louise Closser Hale
- 1911 : La Foire aux Vanités (Vanity Fair) de Robert Hichens et Cosmo Gordon-Lennox, d'après le roman éponyme de William Makepeace Thackeray, avec Ferdinand Gottschalk
- 1911 : The Piper de Josephine Preston Peabody
- 1911 : The Arrow Maker de Mary Hunter Austin
- 1911 : Noah's Flood (auteur non spécifié), avec Ferdinand Gottschalk
- 1912 : The Master of the House d'Edgar James, avec Ralph Morgan
- 1912 : The Paper Chase de Louis N. Parker
- 1913 : The Five Frankfurters de Basil Hood, avec Henry Stephenson, Walter Kingsford
- 1914 : Othello ou le Maure de Venise (Othello, the Moor of Venice) de William Shakespeare, avec Constance Collier, William Faversham
- 1914 : Comme il vous plaira (As you like it) de William Shakespeare, avec Sydney Greenstreet
- 1914 : L'Éventail de Lady Windermere (Lady Windermere's Fan) d'Oscar Wilde, avec Sydney Greenstreet (adaptée au cinéma en 1925)
- 1915 : 90 in the Shade, comédie musicale, musique de Jerome Kern, lyrics d'Harry B. Smith, livret de Guy Bolton, avec Richard Carle, Otis Harlan
- 1915 : Beverly's Balance de Paul Kester
- 1915-1916 : Sadie Love d'Avery Hopwood, avec Marjorie Rambeau
- 1916 : His Bridal Night de Lawrence Rising, avec Lucile Watson, Jessie Ralph
- 1917-1918 : Tiger Rose de Willard Mack, produite par David Belasco, avec Lenore Ulric
- 1918 : Everyman de Peter Dorland
- 1918 : Le Marchand de Venise (The Merchant of Venice) de William Shakespeare
- 1918 : Comme il vous plaira (As you like it) de William Shakespeare
- 1918 : Where Poppies Bloom de Roi Cooper Megrue, d'après Henry Kistemaeckers, avec Marjorie Rambeau, Lewis Stone
- 1920 : The Light of the World de Pierre Saisson
- 1921 : Nemesis d'Augustus Thomas, avec Robert Cummings
- 1921 : Launcelot and Elaine d'Edwin Milton Royle, avec Selena Royle
- 1921 : Marie Antoinette d'Edymar, avec John Cromwell (également co-metteur en scène)
- 1922 : The Rivals de Richard Brinsley Sheridan, avec Robert Warwick
- 1923 : The Jolly Roger d'A.E. Thomas
- 1924 : The Gift de Julia Chandler et Alethea Luce, avec Doris Kenyon
- 1924-1925 : Candida de George Bernard Shaw, avec Ernest Cossart
- 1925 : The Servant in the House de Charles Rann Kennedy, avec Violet Kemble-Cooper (également metteur en scène)
- 1925-1926 : Arms and the Man de George Bernard Shaw, avec Ernest Cossart, Henry Travers
- 1927 : Sam Abramovitch de François Porche, adaptation de Charles Andrews, avec Arthur Hohl, Charles Walters
- 1927 : Jules César (Julius Caesar) de William Shakespeare, avec Thomas Chalmers, Harry Davenport, Tyrone Power Sr., Basil Rathbone, Ivan F. Simpson, Frederick Worlock
- 1927 : The Woman of Bronze d'Henry Kistemaeckers et Eugene Delard, avec Ralph Morgan
- 1929 : See Naples and die d'Elmer Rice, avec Claudette Colbert
- 1930 : The Rivals de Richard Brinsley Sheridan
- 1931 : Le Marchand de Venise (The Merchant of Venice) de William Shakespeare, avec William Faversham, Fritz Leiber, Tyrone Power Sr.
- 1931 : Le Viol de Lucrèce (Lucrece) d'André Obey, adaptation de Thornton Wilder, avec Brian Aherne, Katharine Cornell, Charles Waldron, Blanche Yurka
- 1933 : La Case de l'oncle Tom (Uncle Tom's Cabin) de G.L. Aiken, d'après le roman éponyme d'Harriet Beecher Stowe, avec Fay Bainter, Thomas Chalmers, Russel Crouse, Gene et Kathleen Lockhart, Elisabeth Risdon, Otis Skinner
- 1934-1935 : The First Legion d'Emmet Lavery, avec Charles Coburn, Bert Lytell

## Filmographie partielle

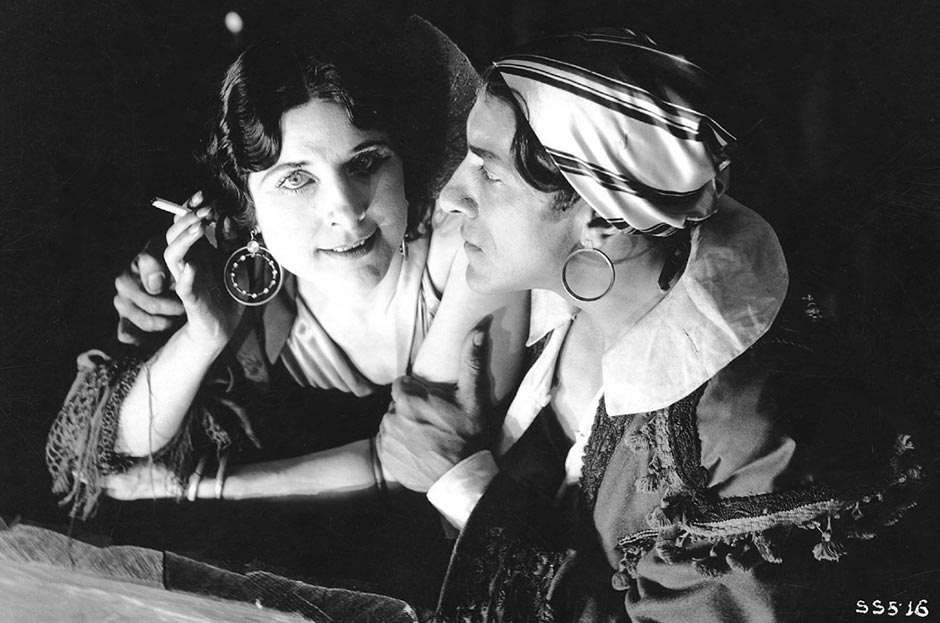
Avec Geraldine Farrar, dans Carmen (1915)
- photo promotionnelle -

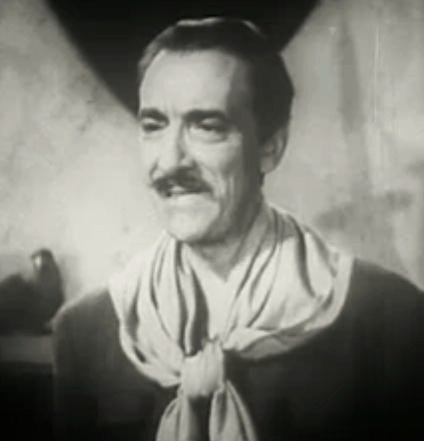
Dans Escape to Paradise (1939)

- 1915 : The Little White Violet de Lucius Henderson (Court métrage)
- 1915 : Carmen de Cecil B. DeMille
- 1915 : Tentation de Cecil B. DeMille
- 1917 : La Délaissée (Barbary Sheep) de Maurice Tourneur
- 1917 : La Romanichelle (Runaway Romany) de George W. Lederer (en)
- 1919 : Dans la nuit (The New Moon) de Chester Withey
- 1922 : Sur les marches d'un trône (When Knighthood Was in Flower), de Robert G. Vignola
- 1925 : The New Commandment de Howard Higgin
- 1935 : Capitaine Blood (Captain Blood) de Michael Curtiz
- 1935 : Les Croisades (The Crusades) de Cecil B. DeMille
- 1935 : Professional Soldier de Tay Garnett
- 1936 : Robin des Bois d'El Dorado (The Robin Hood of El Dorado) (non crédité) de William A. Wellman
- 1936 : À vos ordres, Madame (Trouble for Two), de J. Walter Ruben
- 1936 : Les Poupées du diable (The Devil-Doll) de Tod Browning
- 1936 : Anthony Adverse de Mervyn LeRoy
- 1936 : Ramona d'Henry King
- 1938 : Tempête sur le Bengale (Storm over Bengal) de Sidney Salkow
- 1938 : Mon oncle d'Hollywood (Keep Smiling) de Herbert I. Leeds
- 1939 : Juarez de William Dieterle
- 1939 : Escape to Paradise d'Erle C. Kenton
- 1939 : Quels seront les cinq ? (Five Came Back), de John Farrow
- 1939 : Man of Conquest de George Nichols Jr.
- 1939 : La Lumière qui s'éteint (The Light That Failed) de William A. Wellman
- 1939 : Chasing Danger de Ricardo Cortez
- 1940 : Pago Pago, île enchantée (South of Pago Pago) d'Alfred E. Green
- 1940 : Before I Hang de Nick Grinde
- 1940 : L'Aigle des mers (The Sea Hawk) de Michael Curtiz
- 1940 : Mon épouse favorite (My Favorite Wife) de Garson Kanin
- 1940 : Le Signe de Zorro (The Mark of Zorro) de Rouben Mamoulian
- 1941 : Arènes sanglantes (Blood and Sand) de Rouben Mamoulian
- 1942 : Le Chevalier de la vengeance (Son of Fury : The Story of Benjamin Blake) de John Cromwell
- 1941 : Vendetta (The Corsican Brothers) de Gregory Ratoff
- 1942 : (La) Cinquième Colonne (Saboteur), d'Alfred Hitchcock
- 1943 : Pour qui sonne le glas (For whom the Bell tolls) de Sam Wood
- 1943 : Le Chant de Bernadette (The Song of Bernadette) d'Henry King
- 1944 : Kismet (non crédité) de William Dieterle
- 1945 : Le Portrait de Dorian Gray (The Picture of Dorian Gray) (non crédité) d'Albert Lewin
- 1945 : Club Havana d'Edgar Georg Ulmer
- 1946 : Scandale à Paris (A Scandal in Paris) de Douglas Sirk
- 1946 : La Bête aux cinq doigts (The Beast with Five Fingers) de Robert Florey
- 1948 : Les Aventures de don Juan (Adventures of Don Juan) (non crédité) de Vincent Sherman
- 1948 : Deux Nigauds toréadors (Mexican Hayride) de Charles Barton
- 1948 : Le Bar aux illusions (The Time of Your Life), de H. C. Potter
- 1949 : Samson et Dalila (Samson and Delilah) de Cecil B. DeMille
- 1950 : Sur le territoire des Comanches (Comanche territory) de George Sherman
- 1950 : Cas de conscience (Crisis) (non crédité) de Richard Brooks